# Per Jernberg
Per Jönsson Jernberg, född 17 mars 1852 i Östra Sönnarslövs socken, död 14 maj 1911 i Åhus, var en svensk spelman.
Per Jernberg var son till husmannen Jöns Jernberg. Han i idkade först affärsrörelse i Skogsma och blev därefter stationsföreståndare i Lyngsjö. 1886 flyttade han till Åhus. Jernberg härstammade från en berömd spelmanssläkt i östra Skåne. Fadern Jöns var känd som mästerspelman och mottog lärpojkar från olika håll. Förutom Per var även bröderna Nils och Ola skickliga spelmän. Till skillnad från de flesta allmogespelmän var alla bröderna notkunniga och hade därför möjlighet att utöka sin repertoar och nedskriva sina melodier. Representativt för den sydsvenska allmogemusiken är det stora antal kadriljer och angläser som publicerades av Jernberg.